# Station Kamieniec Ząbkowicki
Station Kamieniec Ząbkowicki is een spoorwegstation in de Poolse plaats Kamieniec Ząbkowicki.